# بين نان
بين نان (بالإنجليزية: Ben Nunn)‏ هو لاعب كرة قدم بريطاني في مركز ظهير ‏، ولد في 24 سبتمبر 1990 في كامبريدج في المملكة المتحدة. لعب مع بوريهام وود إف سي وروشدين ودايموندز ونادي بوسطن يونايتد ونادي تشيلمسفورد ونادي كامبريدج ستي.

## وصلات خارجية
- بين نان على موقع قاعدة بيانات كرة القدم.إي يو (الإنجليزية)
- بين نان على موقع Soccerbase.com (لاعب) (الإنجليزية)
- بين نان على موقع Soccerway.com (الإنجليزية)